# Cees Waal
Cornelis Jan Dirk (Cees) Waal (Soest, 15 september 1943 – Leiden, 11 juli 2011) was een Nederlandse jurist en politicus voor de PvdA.

## Leven en werk
Waal volgde het Stedelijk Gymnasium Leiden en studeerde vanaf 1960 Nederlands Recht aan de Universiteit Leiden. Na het voltooien van zijn studie werd hij vervolgens wetenschappelijk medewerker Romeins recht te Leiden, de stad waar hij ook politiek actief werd voor de PvdA. In 1970 kwam hij in de gemeenteraad. Eind jaren zeventig en begin jaren tachtig was hij wethouder en locoburgemeester van Leiden. In 1984 volgde zijn benoeming tot burgemeester van Deventer, een functie die hij ruim negen jaar zou vervullen, maar die hij in 1993 verwisselde voor het voorzitterschap van het college van bestuur van de Hogeschool Rotterdam. Na het neerleggen van deze functie in 1998 vervulde hij enkele waarnemend burgemeesterschappen in Castricum en Sassenheim. In 2006 werd hij benoemd tot waarnemend burgemeester van Delfzijl, als opvolger van Maritje Appel, die in conflict was gekomen met haar wethouders en was afgetreden als burgemeester. De commissaris der Koningin, Alders, belastte hem met het "weer in het gareel krijgen" van deze gemeente, "een rol die hij vaker had vervuld".
Waal vervulde diverse nevenfuncties o.a. het voorzitterschap van de raad van toezicht van de VARA. Tevens was hij raadsheer-plaatsvervanger bij het gerechtshof Amsterdam en vicevoorzitter van de commissie bezwaarschriften van het ministerie van OCW.
Hij werd op 26 september 2008 benoemd tot Officier in de Orde van Oranje-Nassau. Waal ontving de onderscheiding uit handen van commissaris van de koningin Max van den Berg tijdens zijn afscheidsreceptie als waarnemend burgemeester van Delfzijl.

## Publicaties over Cees Waal
- Frits van Oosten: 'De stad en de wethouder. Hoe Cees Waal de binnenstad van Leiden vernieuwde'. Leiden, 2017, ISBN 978-90-71256-56-1.
- Hans Blom: 'Cornelis Dirk Jan Waal'. In: Jaarboek van de Maatschappij der Nederlandse Letterkunde te Leiden. 2011-2012, pag. 138-148.[3]

- Digitale Bibliotheek voor de Nederlandse Letteren: waal050
- Gemeinsame Normdatei: 142294659
- International Standard Name Identifier: 0000 0000 5559 5639
- Library of Congress Control Number: no2003129636
- Nationale Bibliotheek van Israël: 987007376005305171
- Nederlandse Thesaurus van Auteursnamen: 069106355
- Système universitaire de documentation: 251130606
- Virtual International Authority File: 133291897
- WorldCat: E39PBJcr9v3dHbXb8fd3YyXKh3